# تمايز خلوي

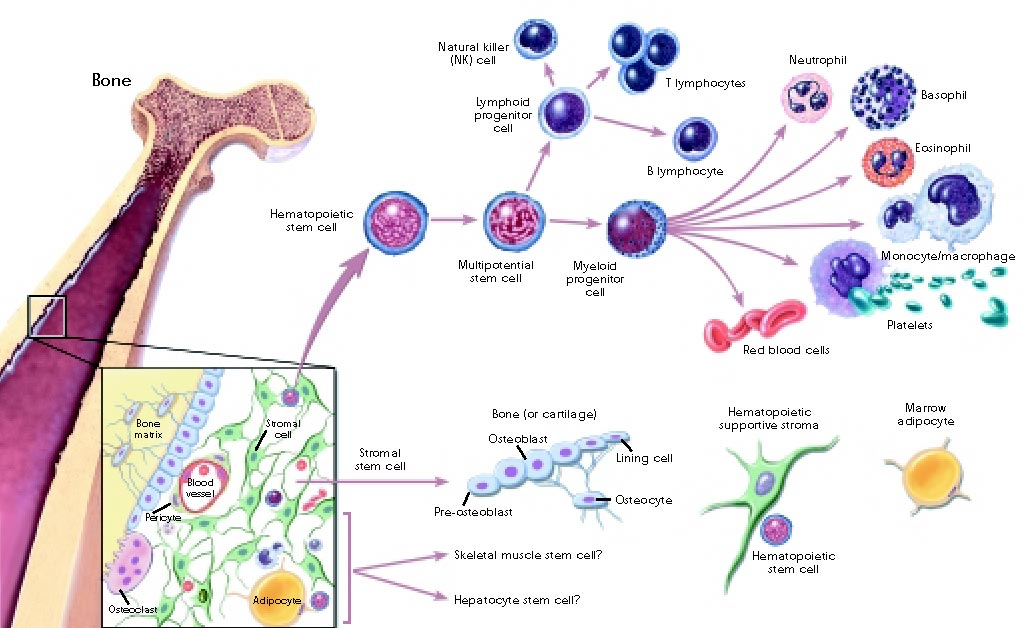

التمايز الخلوي أو الخليوي أو تميَُز خلوي مصطلح مستخدم بكثرة في علم الأحياء التنموي يصف العملية التي تأخذ بها كل خلية «نمطها الخاص». هذه العملية قد تتضمن تغييرا جذريا في شكلية الخلايا خلال عملية تمايزها، لكن المادة الجينية تبقى نفسها، باستثناء حالات محدودة جدا. التغيرات تشمل الشكل وبعض الوظائف الحيوية لتتلائم الخلية مع الوظيفة الحيوية التي يجب أن تقوم بها.
هناك العديد من الأنماط الخليوية التي يمكن للخلية ان تتمايز لها، إذا كانت الخلية قادرة على التمايز إلى عدة أنماط نطلق عليها اسم خلية متعددة الخيارات pluripotent، أبرز مثال عن هذه الخلايا ما يدعى الآن بالخلايا الجذعية في الحيوانات، وما يدعى بالميرستيم أو النسيج المولد في النباتات العليا. النوع الآخر من الخلايا يمكنه التحول لأي نمط من الأنماط الخلايا (جميع الخيارات مفتوحة) وهذه تدعى خلايا كلية الخيارات totipotent، أمثلة هذه الخلايا تقتصر في الثدييات على اللاقحة أو الزيغوت والخلايا الجنينية المبكرة، اما في النباتات فالعديد من الخلايا المتمايزة يمكن أن تصبح متعددة الخيارات بتقنيات مخبرية بسيطة.

## فقد التمايز
فقد التمايز أو التكامل هو عملية خلوية تشاهد في أشكال الحياة الدنيا كالديدان والبرمائيات، تعود الخلية المتمايزة إلى مرحلة النمو السابقة بشكل جزئي أو كامل كجزء من عملية التجدد. يحدث فقد التمايز في النباتات أيضًا. تفقد الخلايا خصائصها السابقة كالتعبيرعن البروتين وقد يتغير شكلها أثناء عملية زرع الخلايا، وتسمى هذه العملية أيضًا فقد التمايز.
يعتقد البعض أن فقد التمايز هو انحراف لدورة التطور الطبيعي وهو سبب الإصابة بالسرطان، بينما يعتقد البعض أنه جزء طبيعي من الاستجابة المناعية والتي فقدها البشر نتيجة للتطور.
اكتشف جزيء صغير مضاهي للبيورين، وأثبت أنه يحفز فقد التمايز في النبيبات العضلية. يمكن لهذه الخلايا غير المتمايزة التحول إلى خلايا بانية للعظم وخلايا شحمية.

## الآلية
تعبر كل خلية متخصصة في جسم الكائن الحي عن مجموعة فرعية من الجينات، تشكل مجمل هذه الجينات المجموع الوراثي لهذا النوع. يمكن تمييز أنواع الخلايا من خلال نمط التعبير الجيني الخاص بها. وهذا يعني أن تمايز الخلية هو تحولها من نوع إلى آخر، وتحولها من نمط تعبير الجيني إلى آخر. يحدث التمايز الخلوي أثناء التطور نتيجة شبكة جينية تنظيمية. يمثل الجين المنظم ووحداته التنظيمية المقرونة عُقد في شبكة تنظيم الجينات؛ تستقبل المدخلات وتنشأ المخرجات في مكان آخر في الشبكة. يؤكد نهج علم أنظمة الأحياء على أهمية معرفة كيفية تفاعل آليات التطور لإنتاج أنماط يمكن التنبؤ بها (التشكل الحيوي). اقترحت وجهة نظر بديلة مؤخرًا، يعرّف التمايز الخلوي اعتمادًا على التعبير الجيني التصادفي على أنه نتيجة عملية انتقائية داروينية تحدث بين الخلايا. وبالاعتماد على هذا التعريف تكون شبكات البروتين والجينات نتائج للعمليات الخلوية وليست سببًا لها.

## التحكم بالتخلق المتوالي
تمتلك كل الخلايا المخزون المورثي نفسه بغض النظر عن نوع الخلية، ويحدد نوع الخلية على مستوى التعبير الجيني. يحدث تنظيم التعبير الجيني من خلال عناصر التنظيم المتماكبة (المقرونة والمفروقة) بما في ذلك محفزات الجين ومعززاته. تكمن المشكلة في كيفية الحفاظ على نمط التعبير هذا على مدى أجيال عديدة من انقسام الخلية. تلعب العمليات فوق الجينية دورًا حاسمًا في تنظيم مصير الخلية الجذعية أو السلفية أو الناضجة. سيركز هذا القسم بشكل أساسي على الخلايا الجذعية للثدييات.

### أهمية التحكم بالتخلق المتوالي
السؤال الأول هو مدى مساهمة العمليات فوق الجينية في تحديد مصير الخلية. توجد إجابة واضحة على هذا السؤال في ورقة بحثية بواسطة ليستر آر وغيره من المؤلفين صدرت عام 2011. تتشابه الخلايا الجذعية متعددة القدرات المحفزة، والخلايا الجذعية الجنينية في خصائصها متعددة القدرات، وتوجد اختلافات فوق جينية قليلة بينها. أجرى المؤلفون تحديدًا لأنماط مثيلة الحمض النووي الريبوزي المنقوص الأكسجين لكامل المخزون الوراثي في العديد من الخلايا الجذعية الجنينية البشرية، والخلايا متعددة القدرات المحرضة، والخلايا السلفية.
أعيدت برمجة خلايا النسيج الدهني الأنثوية، والأرومات الليفية في الرئة، والأرومات الليفية في نسيج القلفة إلى حالة مُحفَّزة متعددة القدرات وذلك باستخدام الجينات OCT4، وSOX2، وKLF4، وMYC.  قارن الباحثون بين أنماط مثيلة الحمض النووي في الخلايا الجذعية الجنينية، والخلايا المحفزة متعددة القدرات، والخلايا الجسدية، ولوحظ وجود تشابه كبير في مستويات المثيلة بين الخلايا الجنينية والخلايا متعددة القدرات المحفزة. توجد 80٪ من ثنائيات النوكليوتيدات CG في الخلايا الجذعية الجنينية والخلايا متعددة القدرات المحفزة بحالة مميثلة، ينطبق هذا على 60٪ فقط من ثنائي النوكليوتيدات CG في الخلايا الجسدية. ينخفض معدل مثيلة السيتوزين في ثنائيات النوكليوتيدات الأخرى الموجودة في الخلايا الجسمية، تمتلك الخلايا المحفزة متعددة القدرات نفس معدل مثيلة السيتوزين للخلايا الجذعية الجنينية. لاحظ المؤلفون أثناء فحص أنماط المثيلة بشكل أدق وجود 1175 منطقة CG ثنائية النوكليوتيد مختلفة الميثلة في خط خلوي واحد على الأقل بين الخلايا الجذعية الجنينية والخلايا متعددة القدرات المحفزة.
خلصت هذه الدراسة إلى النتائج التالية: أولًا، تشارك العمليات فوق الجينية بشكل كبير في تحديد مصير الخلية، يتضح ذلك من خلال المستويات المماثلة من مثيلة السيتوزين بين الخلايا الجذعية المحفزة متعددة القدرات والخلايا الجذعية الجنينية بما يتوافق مع أنماط النسخ الخاصة بكل منهما. ثانيًا، تعتبر آليات إعادة البرمجة (التمايز) معقدة جدًا ولا يمكن تكرارها بسهولة، يتضح ذلك من وجود عدد كبير من المناطق الميثيلية المختلفة بين الخلايا متعددة القدرات المحفزة والخلايا الجذعية الجنينة. يمكن الآن وبعد الحصول على هذه النتائج فحص بعض الآليات فوق الجينية التي يُعتقد أنها تنظم التمايز الخلوي.